# Easton Bavents
Easton Bavents är en ort i civil parish Reydon, i distriktet East Suffolk, i grevskapet Suffolk, i England. Orten är belägen 2 km från Southwold. Easton Bavents var en civil parish fram till 1987 när blev den en del av Reydon och Southwold. Civil parish hade 23 invånare år 1961. Byn nämndes i Domedagsboken (Domesday Book) år 1086, och kallades då Estuna.